# Metamorfoza (film 1999)
Metamorfoza (ang. The Thirteenth Year, 1999) – amerykański film familijny.
Polska premiera filmu odbyła się na Disney Channel.

## Fabuła
Cody Griffin ma w życiu wszystko – kochającą rodzinę, doskonałe wyniki w pływaniu i zainteresowanie wspaniałej dziewczyny. W dniu 13 urodzin (podczas pocałunku z Sam) zaczynają dziać się niespodziewane rzeczy. Jest nieustannie spragniony, na jego dłoniach pojawiają się łuski, a na rękach płetwy, potrafi wygenerować elektryczność, panować nad rybami i przylepiają się do niego butelki. Zastanawia się, co się z nim dzieje. Najlepszy uczeń w klasie, Jess (kolega Cody’ego), mówi mu, że jest syrenem – syreną rodzaju męskiego. Cody nie chce w to uwierzyć, jednak wkrótce musi zmienić zdanie. Gdy rodzice Cody’ego dowiadują się o tym, Cody musi, ku własnemu rozczarowaniu, zrezygnować z drużyny pływackiej. Pewnego dnia jednak Cody wymyka się na zawody i je wygrywa, ustanawiając nowy rekord czasowy. Podczas zawodów największy rywal Cody’ego zauważył jednak płetwy na ramionach chłopaka i poczuł się oszukany. Awaria prądu, spowodowana przypadkowo przez Cody’ego, pozwoliła mu się wymknąć z basenu. 
W domu Cody’ego Sam zauważa jego płetwy. Jest w szoku i nie odzywa się do niego, ale Cody wyjawia jej prawdę. Umawia się z Sam na plaży i pokazuje jej swoją biologiczną matkę – syrenę, którą widział parę dni wcześniej. Pokazuje ją Sam i dotyka wody, co oznacza dla niego przemianę. Jess biegnie po rodziców Cody’ego. Gdy jednak okazuje się, że ojciec Jessa to łowca syren, jego syn postanawia ratować swojego kolegę. Tata Jessa wykorzystuje to, że Cody nie może się ruszyć i zabiera go na swoją łódź. Jess wbiega na jej pokład, skacze do wody i uwalnia mamę Cody’ego z sieci za pomocą noża. Jego noga zaczepia się jednak o sieci i Jess tonie. Cody ratuje go. W tym samym czasie przybiegają rodzice Cody’ego, którzy wraz z Sam próbują reanimować Jessa, jednak pomaga dopiero Cody, który generuje elektryczność. Cody prosi rodziców o pozwolenie na spędzenie wakacji z drugą mamą, która nauczy go, jak panować nad przemianami.

## Obsada
- Chez Starbuck jako Cody Griffin
- Justin Jon Ross jako Jess Wheatley
- Courtnee Draper jako Sam
- Brent Briscoe jako starszy Jess Wheatley
- Timothy Redwine jako Sean Marshall
- Dave Coulier jako Whit Griffin
- Lisa Stahl jako Sharon Griffin
- Brian Haley jako trener
- Karen Maruyama jako pani Nelson
- Regan Burns jako Joe
- Joel McKinnon Miller jako Hal
- Ken Tipton jako Pete

## Wersja polska
Wersja polska: Sun Studio Polska

Reżyseria: Wojciech Paszkowski

Dialogi: Anna Niedźwiecka

Wystąpili:
- Wojciech Rotowski – Cody Griffin
- Wit Apostolakis-Gluziński – Jess Wheatley
- Beata Jewiarz – Sharon Griffin
- Jakub Szydłowski – Whit Griffin
- Cezary Kwieciński – John Wheatley
- Monika Pikuła – Sam
- Krzysztof Cybiński – Trener
- Mateusz Narloch – Sean Marshall
- Agnieszka Fajlhauer – pani Nelson
- Marek Robaczewski – Sędzia
- Zbigniew Konopka

i inni